# Saint-Martin-des-Lais

Saint-Marcel-en-Murat este o comună în departamentul Allier din centrul Franței. În 1 ianuarie 2022 avea o populație de 125 de locuitori.